# Манява
Маня́ва — село Івано-Франківського району (до 2020-го — Богородчанського району) Івано-Франківської області. Відстань до Богородчан становить близько 27 км і проходить автошляхом місцевого значення.

## Етимологія
Існує кілька теорій про походження назви села. Здебільшого топонім поселення виводять від слів «манівці», «навмання» чи «така, що манить».

## Історія
Село за усними переказами є досить давнім, але через те, що не залишилось ніяких письмових джерел про поселення в часи до Галицько-Волинського князівства, важко визначити хто проживав тут у перших століттях нашої ери. Тому зазвичай потрібно опиратися на загальні описи народностей, які заселяли дані території. Першим чітке пояснення назви народу, який проживав на Підкарпатті, дав візантійський історик Прокопій Касарійський, який називає мешканців території «склавінами» і показує географію їх поширення. Сучасники доволі чітко вказують місце поселення славінів і антів, які говорили однією мовою і мали однакові звичаї та обряди. За свідченням Прокопія вони займали велику частину земель сучасної України та Польщі. Територія заселена склавінами простягалась на північ до Вісли, на сході — до Дністра. Переселення склавінів з обжитих місць у V ― VII століттях н.е. привело до часткового знелюднення цих територій і залишенням тут тільки дрібних поселень.
Друга хвиля міграції з території Карпат починається у VII столітті, коли слов'янське плем'я білих хорватів покинуло гори і переселилося на Балкани. 
Монгольська навала, яка на початку 1241 року прокотилася Галичиною, спустошила й землі карпатського регіону. Ці події призвели до заселення місцевості народом, який тікав від монголо-татар і шукав собі місця для порятунку. До того часу можна віднести і поселення в долині річки Манявка на місці хутора «Бойки», що недалеко від водоспаду. Про що свідчить і легенда про заснування села: «Давно то було, приходили люди сюди, просили роботу, реєстрували їх тут, вписувала, а місцевих жителів називали бойками».
Обшири землі Краснопільських (Солотвинських) земель, які належали боярам Доброславичів, вабили своєю красою, різноманіттям звірів. Можна припустити, що тут було поселення мисливців, які полювали на звірів, адже Галицько-Волинське князівство в той час вело обширну торгівлю з Західною Європою та Візантією.
Різні версії походження назви «бойки», як етнічної групи українців дещо пояснюють питання, але відповіді не дають. Ще в 1841 році І. Вагилевич став автором версії про походження етнічної назви «бойки», яку підтримував О. Партицький. У найстарішій метричній книзі, яка зберігається у церкві «Покрови Божої Матері», наприкінці XVIII ст. та на початку XIX ст. найбільш поширеним прізвищем у селі було Бойчук, тобто нащадок Бойка. Тут потрібно вказати, що селище Бойки та село Манява найправдоподібніше мають різний етнічний генезис. Відомо, що в давнину тільки зайдів йменували за їхньою етнічною ознакою. Тому, наприклад, не можливо знайти топонім "бойки" на території власне Бойківщини. Що цікаво, жителі села Манява етнографу Фрідріху Кайндлю у XIX столітті говорили, що вони гуцули.
Королівська люстрація 1565 року зафіксувала в селі видобуток солі.
У 1836 році Іван Вагилевич здійснив похід в Карпати у розшуках пам'яток білохорватських племен. Побував і в Маняві, де йому показали «Блаженний камінь» — він вказав, що це можуть бути рукотворні святині культу слов'ян дохристиянського періоду. В урочищі «Пітушки», яке належить селу Маркова, виявлено камені поскладані у формі відомого кельтського храму в Англії.

### Повстанська боротьба
За даними облуправління МГБ у 1949 р. в Солотвинському районі підпілля ОУН найактивнішим було в селах Гвізд, Манява і Кричка.
Неподалік від села, на полонині Малиновище, у 1944 році базувалася підстаршинська школа УПА. Також тут було облаштовано військовий табір, шпиталь, колибу радисток, майстерню, склади зброї та продуктів. Про віддалений табір стало відомо енкавеесівцям. 24 серпня 1944 року між червонопогонниками і стрільцями УПА відбувся бій, внаслідок якого було вбито близько 40 та поранено 50 ворожих солдатів. Упівці втратили 9-ох своїх побратимів, ще 5 вояків отримали поранення різних ступенів важкості. Через півстоліття, 15 серпня 1997 року, члени районного Братства ОУН-УПА встановили на місці поховання повстанців пам'ятний знак. У 2009 році на цьому місці було закладено фундамент під каплицю Покрови Божої Матері, а через рік її спорудили і освятили в честь Дня всіх українських святих і у пам'ять про загиблих за волю України. 26 червня 2016 року тут урочисто відкрили та освятили пам'ятник борцям за волю України.
У присілку Бойки в 1946 р. від кулі снайпера поліг сотник УПА курінний командир куреня «Сивуля» Ігор Дячишин «Іскра».
16 вересня 1951 року втекли з рук катів, захоплені в серпні 1951 року перевертнями на службі в МГБ, 21-річний підпільник «Гриць» — Петро Романів із села Саджавки Надвірнянського району та старший на вісім років уродженець села Маняви Богородчанського району Петро Білусяк — «Дорошенко». А вже 25 січня 1952 року обидва друзі-повстанці героїчно загинули від чекістських куль із засідки в селі Поляниці Яремчанського району.

## Манявський скит

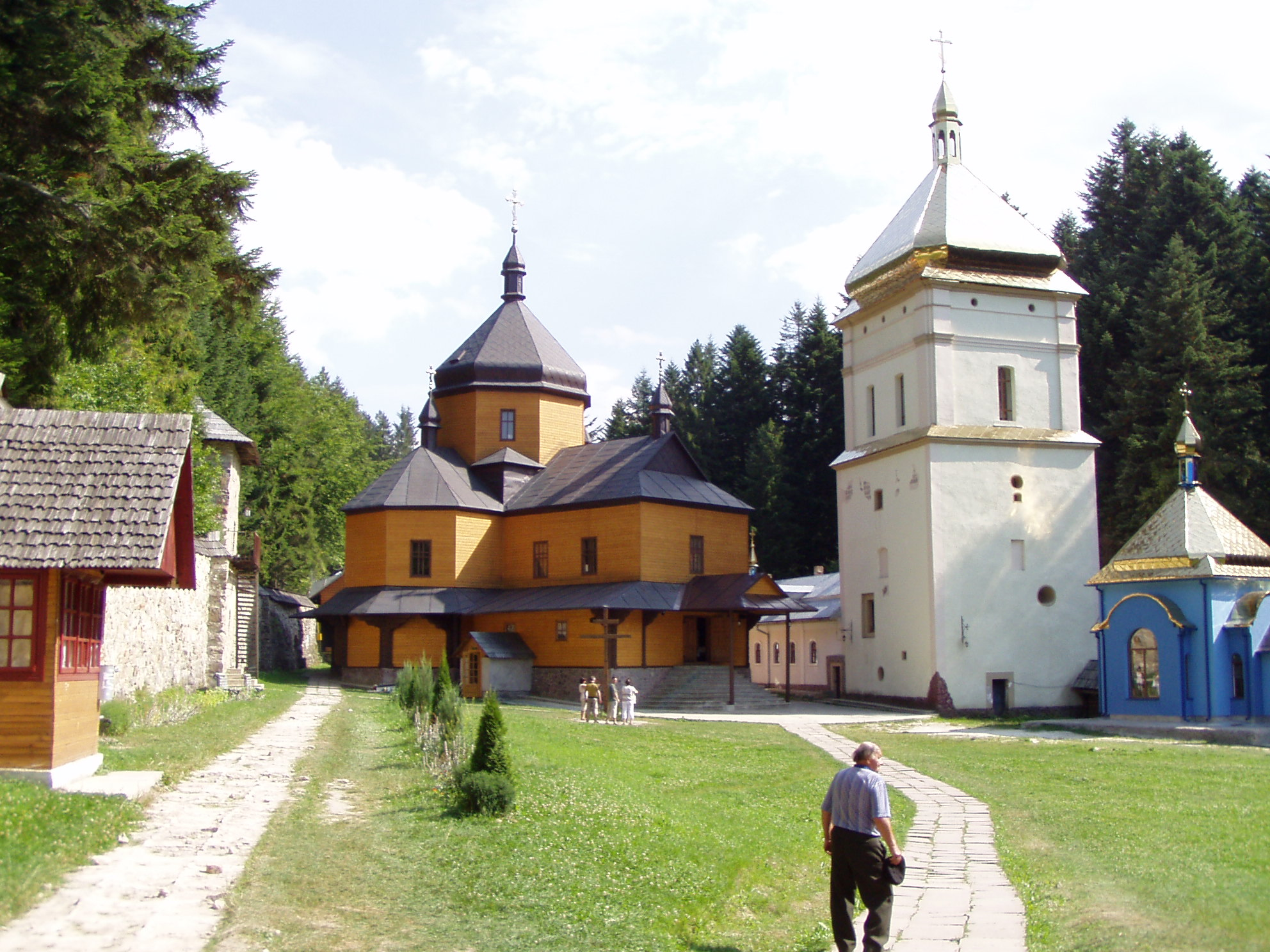

Найвизначнішим місцем с. Маняви є старовинний Манявський скит XVII століття, засновником якого є виходець із Афону монах Йов Княгиницький. Колись цей монастир підпорядковувався безпосередньо константинопольському патріарху.
Свого часу тут містилася велика бібліотека стародруків. Легенди кажуть, що сюди неодноразово навідувався легендарний гуцульський опришок Олекса Довбуш. Вище монастиря є один з наймальовничіших карпатських водоспадів — Манявський водоспад.
У 1620 р. Царгородський патріарх надав скитові право ставропігії. У середині XVII століття скит мав до 200 ченців і десятки підпорядкованих монастирів у Галичині, на Буковині й навіть у Молдавії. У 1612 р. споруджена Хрестовоздвиженська церква. У 1620–1621 рр. монастир обведений оборонним муром з трьома вежами, які знищили турки 1676 р. За підтримки українських гетьманів, молдавських господарів, російських царів, місцевих криторів 1681 р. скит був відбудований.
За достовірними джерелами у скиті похований гетьман України Іван Виговський (1664 р.). Протягом 1970–1980 рр. тут проведені значні реставраційні роботи. Після цього скит був оголошений історико-архітектурним заповідником. З 28.05. 1998 р. в ньому розташований Хрестовоздвиженський монастир УПЦ КП.

## Церква
Церква Покрови Пресвятої Богородиці (дерев'яна) 1819 року, пам'ятка архітектури місцевого значення №622, належить до ПЦУ, настоятель о. Дмитро Процюк.

## Водоспади

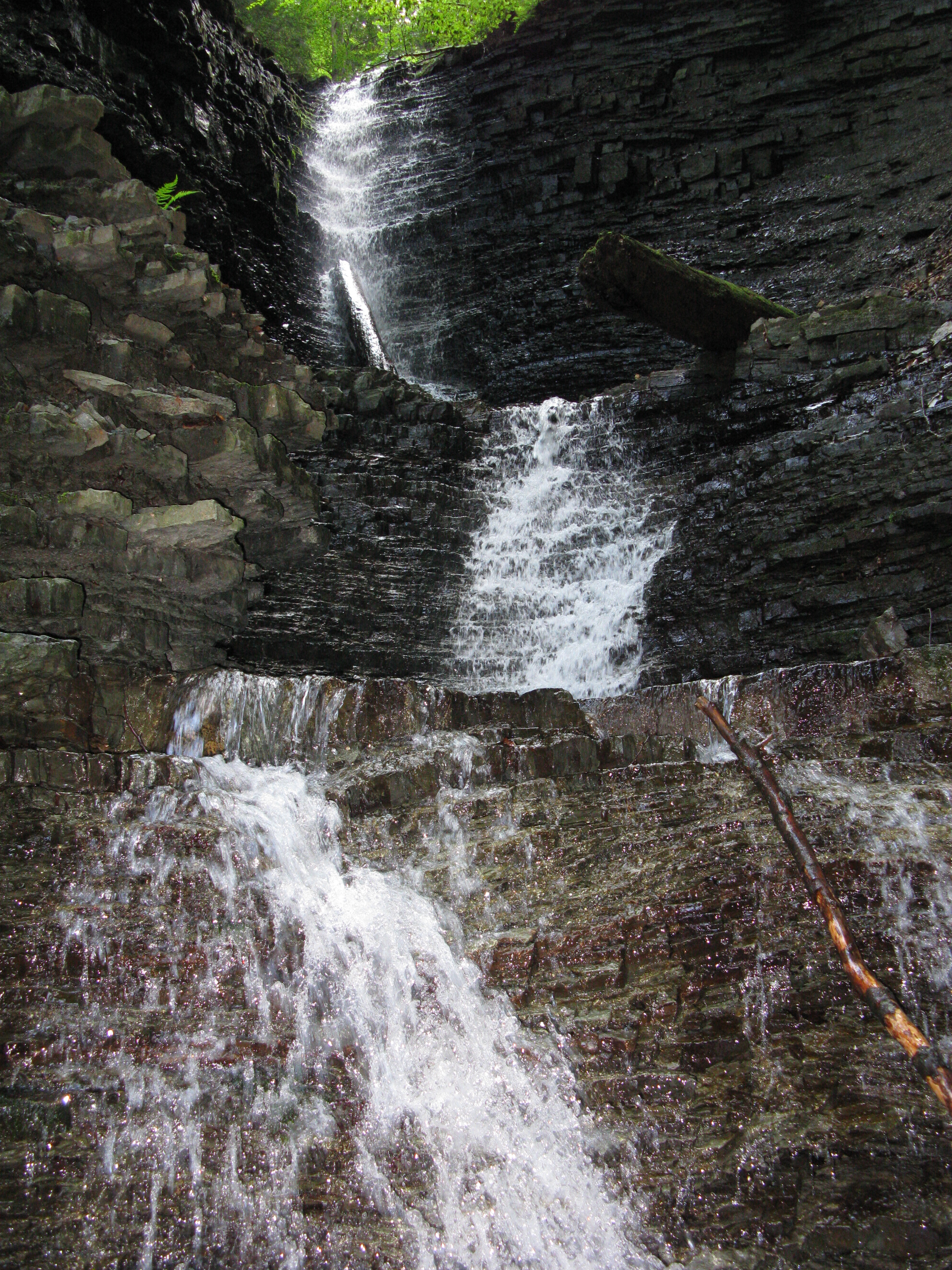
Мар'янчині водоспади

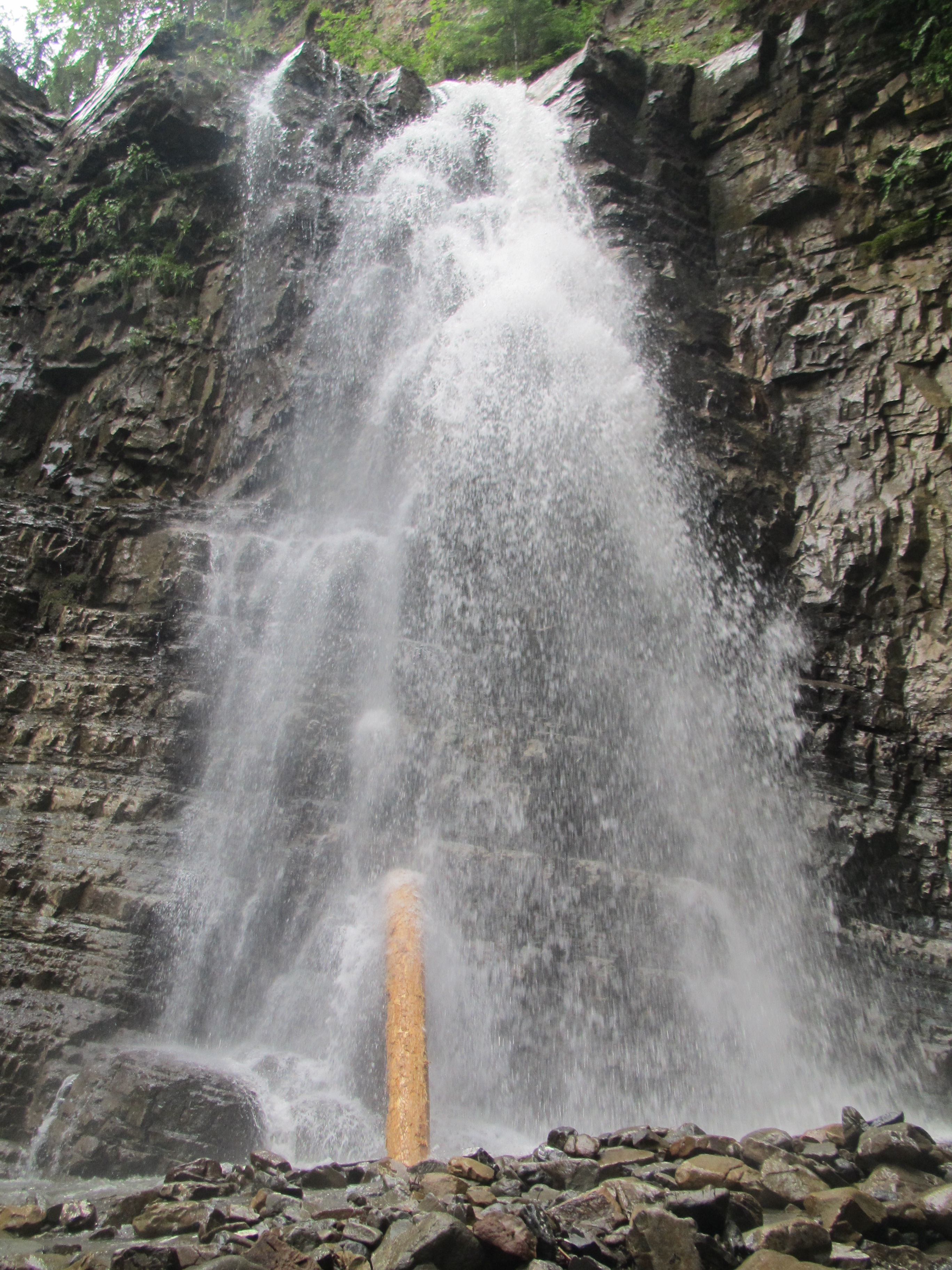
Манявський водоспад

Село також відоме через свої водоспади, які є тут на кількох гірських потоках. 
Поблизу села, у мальовничій місцині на річці Манявка розташований Манявський водоспад. Висота вільного падіння води 14 м, загальна висота — бл. 20 м. Це один з найвищих водоспадів в Українських Карпатах. Перед водоспадом, у долині Манявки, розташований каньйон, який має приблизно 200 метрів довжини та висоту до 20 м. Нижче та вище за течією спостерігається декілька порогів-водоспадів заввишки до 3 м. «Центр Рафтингу» регулярно проводить на водоспаді каньйонінг-тури як туристичну атракцію (спуск по водоспаду на мотузці). 

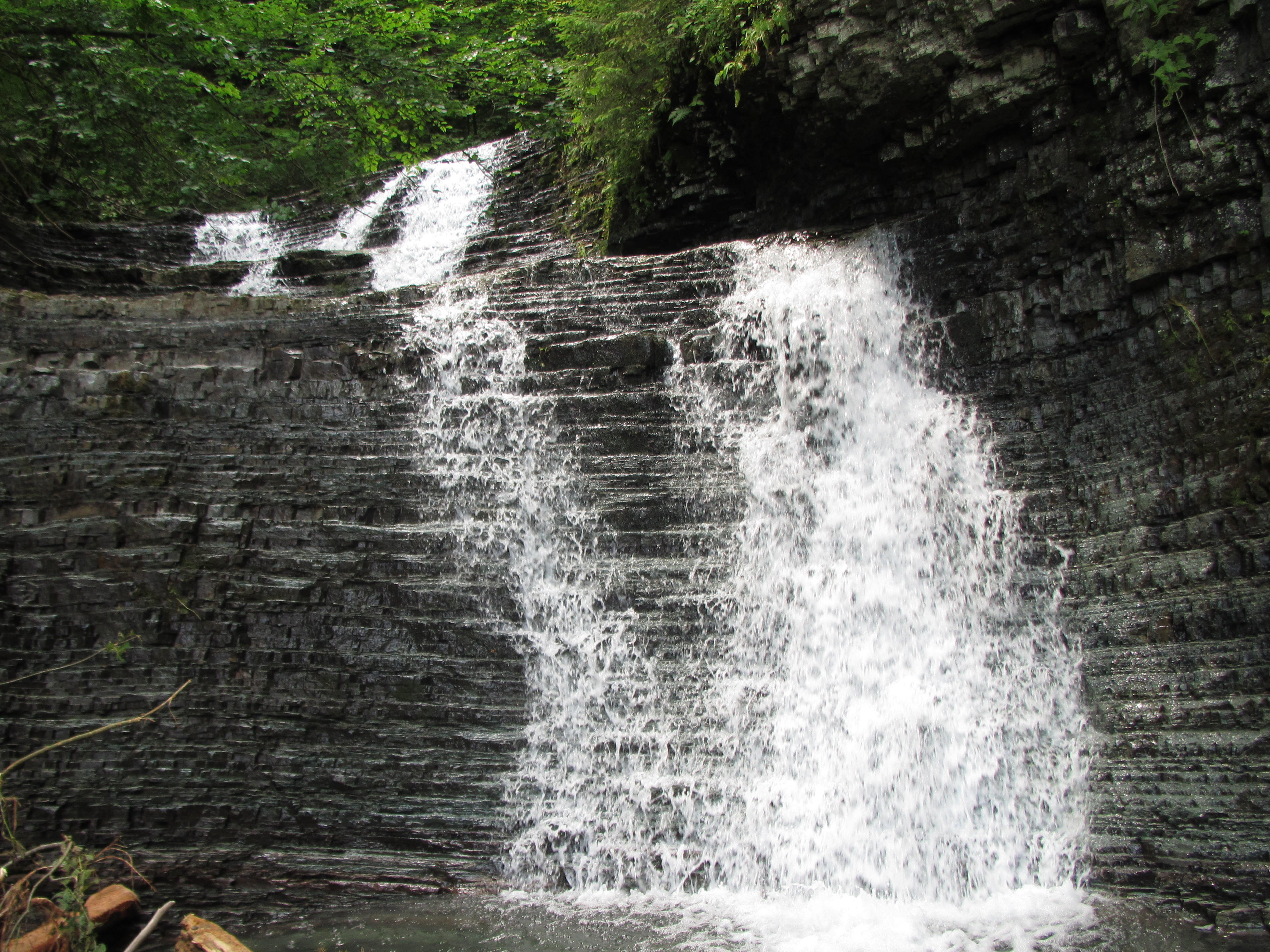
Замлацький водоспад

Біля хутора Бойки на струмку Кобила є менш відомі, але не менш красиві Мар'янчині водоспади. Восени 2010 року вперше описав, виміряв рулеткою та запропонував назву (на ім'я школярки, яка показала цей каскад водоспадів) Йосип Гілецький. Висота найвищого водоспаду — 12,5 м., середнього — 4 м., а найменшого — 1,5 м.
По дорозі від села до Манявського водоспаду, перед хрестом загиблим воякам ОУН-УПА, справа в річку Манявку впадає струмок Замлаки. Замлацький водоспад (каскадного типу, загальна висота 8 м.) розташований вище від гирла струмка на відстані приблизно 600 м. Уступ водоспаду сформований дрібноритмічним флішем.

## Освіта
На території села розташований Манявський ліцей. Колишні назви — Манявський НВК (до 2017 року), Манявська ЗОШ (до 2013 року), Манявська середня школа.

## Цікаві факти
- Найпопулярнішими іменами в Маняві є Василь і Михайло. Найпопулярнішим прізвищем є Вінтоняк. Наприклад, донедавна в Маняві не зважаючи на невелике населення було 8 людей з іменем Вінтоняк Василь Васильович та 8 людей з іменем Вінтоняк Василь Михайлович.
- На ресурсі FamilySearch зберігаються електронні копії метричних книг Греко-Католицької церкви з 1887 по 1930 роки[13].

## Відомі люди
- Гаванюк Олександр Дмитрович (1977—2022) — солдат Збройних Сил України, учасник російсько-української війни, що загинув у ході російського вторгнення в Україну в 2022 році.
- Любінець Ярослав Володимирович — український бізнесмен, співзасновник компанії SoftServe.